# オスヴァルド・アロンソ
オスヴァルド・アロンソ（Osvaldo Alonso、1985年11月11日 - ）は、キューバ・アルテミサ州サン・クリストバル出身の元プロサッカー選手。元キューバ代表。現役時代のポジションはMF（DMF）。

## 経歴

### クラブ
キューバからの亡命後、チーヴァスUSAでのトレーニングを経てチャールストン・バッテリーと契約。
2009年シーズンよりシアトル・サウンダーズFCに加入。
2019年1月10日、ミネソタ・ユナイテッドFCに加入。
2021年12月23日、アトランタ・ユナイテッドFCに1年契約で加入。
2024年1月8日、現役引退を表明した。

### 代表
2008年北京オリンピック予選ではU-23代表チームのキャプテンを務めた。2006年9月、カリビアンカップ2007のタークス・カイコス諸島代表戦でフル代表デビューを果たした。トータルでは17キャップ・2ゴールを記録した。

## 人物
2007 CONCACAFゴールドカップの大会期間中、ホンジュラス代表との対戦を控え代表チームがテキサス州ヒューストンに滞在した際に失踪、アメリカ合衆国へ亡命した。
2012年6月にアメリカ合衆国市民権を取得。

## タイトル

### クラブ
ピナール・デル・リオ
- カンペオナート・ナシオナル・デ・フットボール・デ・キューバ: 2006

シアトル・サウンダーズ
- MLSカップ: 2016
- USオープンカップ: 2009, 2010, 2011, 2014
- サポーターズ・シールド: 2014

### 個人
- MLSオールスター: 2011, 2012, 2013, 2014
- MLSベストイレブン: 2012